# Bajc
Bajc je 188. najbolj pogost priimek v Sloveniji, ki ga je po podatkih Statističnega urada Republike Slovenije na dan 31. decembra 2007 uporabljalo 957 oseb, na dan 1. januarja 2011 pa 970 oseb ter je med vsemi priimki po pogostosti uporabe zavzel 177. mesto.

## Znani nosilci priimka
- Alojz Bajc (*1932), kolesar, olimpijec
- Andi Bajc (*1988), kolesar
- Andrej Bajc (1941), glavni delovodja pri GIP PIONIR
- Borut Bajc, fizik, univ. prof.
- Diomira Fabjan-Bajc (1937—2019), jezikoslovka, prevajalka
- Drago Bajc (1904—1928), pesnik, protifašist
- Drago Bajc (1935—2020), matematični fizik, prof., šahist
- Gorazd Bajc (*1972), zgodovinar, profesor UM
- Janez Bajc, košarkar
- Josip Bajc (1949—2016), pravnik in politik
- Jure (Jurij) Bajc (*1968), fizik, pedagog
- Jurij Bajc, geolog
- Katarina Bajc (*1983), krajinska arhitektka, likovnica
- Lovro Bajc (*1986), hokejist
- Maks Bajc (1919—1983), gledališki in filmski igralec
- Marija Bajc (1945), vodja kuhinje pri GIP PIONIR
- Marijan Bajc (1938—2014), prevajalec, publicist
- Martina Bajc, pevka
- Miloš Bajc (*1948), baletni plesalec
- Mira Bedenk Bajc (1921—2021), igralka
- Oton Bajc (1903—1993), zdravnik kirurg, zdravstveni organizator
- Pavel Bajc (*1940), igralec
- Silvana Bajc, folklornica
- Silvester Bajc, ljubiteljski slikar, mozaičarski čipkar
- Tea Bajc (*2009), baletna plesalka (prej športnica)
- Vasja Bajc (*1962), smučarski skakalec in trener
- Vladimir Bajc (1935—1985), režiser, kulturnik, pravnik
- Zorko Bajc (*1966), piranski župnik, kulturni delavec, umetniški fotograf in filmar